# M-55S
M-55S — словенський танк, глибока модернізація Т-55 із використанням ізраїльських технологій. Модернізація охоплювала заміну гармати на 105-мм аналог L7, встановлення динамічного захисту Super Blazer, сучасних прицільних засобів та електроніки.
До 2001 року було модернізовано 30 танків, з яких 28 передали Україні 2022 року в рамках матеріально-технічної допомоги для відбиття російського вторгнення.

## Історія
З розпадом Югославії (1991—1992) Словенія отримала близько 50 танків Т-55 та в середині 1990-х років вирішила їх модернізувати в кількості, відповідній батальйону. В країні діяли заводи Fotona, що виготовляв оптику і спостережні прилади, та машинобудівний завод Stroji in Tehnoloska Oprema. Джерелом сучасних технологій було обрано ізраїльську компанію Elbit.
Програма з модернізації тривала близько 7 років, 2001 року словенська армія отримала останні танки.

## Опис
Радянську 100-мм гармату замінено на ізраїльську ліцензійну копію 105-мм гармати L7 з теплоізоляційним кожухом та електроспуском. Довжина відкоту зменшилась із 570 до 520 мм. Боєкомплект також зменшився, з 43 до 39 снарядів. Словенія закупила й боєприпаси ізраїльського виробництва, у трьох типах: бронебійно-фугасний M156, кумулятивний М152/3 і БОПС М246. Допоміжне озброєння не змінилось, воно представлене спареним із гарматою 7,62-мм ПКТ і 12,7-мм зенітним ДШКТ з боєкомплектом 1250 і 360 набоїв відповідно.
Прицільні прилади зазнали оновлення: для навідника встановили стабілізований у двох площинах приціл Fotona SGS-55T з вбудованим лазерним віддалеміром, для командира — Fotona COMTOS-55, що має незалежну стабілізацію поля зору й дозволяє командиру самостійно виявляти цілі та вести по них вогонь. Приціли оснащені нічними каналами з ЕОП 2-го покоління, що не потребують підсвічування. Танк також має цифровий балістичний обчислювач FCC-55T і комплект давачів балістичних параметрів.
Захист танка посилено ізраїльським навісним захистом Super Blazer, що складається з пасивних захисних елементів, комбінованих зі сталі, гуми та кераміки, та динамічних. Елементи захисту встановлено на башті, лобі корпусу та надгусеничній частині бортів корпусу. В Україні машини також отримали динамічний захист «Контакт-1» на передній частині бортів корпусу та протикумулятивні решітки в задній частині.
Додатково захист посилено встановленням давачів лазерного опромінення Fotona LIRD-3A, пов'язаних із блоком керування димовими гранатометами, які встановлено у форматі двох шестиствольних блоків IS-6 з гранатами CL-3030. Гранати споряджені білим фосфором, за їх допомогою встановлюється завіса шириною 70 м і висотою 10 м, що тримається дві хвилини за слабкого вітру.
Силова установка та шасі залишились оригінальними, тільки було встановлено підтримувальні ролики та гусеницю від M-84.
Танк також має автоматичну систему пожежогасіння, ізраїльську радіостанцію CNR-900 і танковий переговорний пристрій VIC-1. Для встановлення рацій у кормі башти було вирізано отвір і додано забаштову нішу. Для механіка-водія встановлено гідравлічні приводи керування, цифрову інформаційну панель і комбінований денний/нічний прилад спостереження Fotona CODRIS.

## Варіанти
- Командирський варіант — встановлено додаткову радіостанцію CNR-900.[1]
- M-55USP — машина для навчання механіків-водіїв, виготовлена в одному екземплярі. Замість башти має нерухому рубку з вікнами.[1]

## Оператори
- Україна: 26 одиниць M-55S на озброєнні, станом на 2024 рік.[2]

Отримано 28 танків 2022 року. Станом на серпень 2024 року відомо про знищення одного танка та пошкодження іншого.

### Словенія
Всі танки отримано до 2001 року. 2006 року їх було знято з озброєння та виставлено на продаж. Утім, було продано лише один танк — на аукціоні 2016 року. 2022 року Словенія передала 28 танків Україні.

### Україна
У вересні 2022 року уряд Словенії повідомив, що Збройним силам України буде передано 28 модернізованих танків M-55S. Прем'єр-міністр Словенії Роберт Голоб та канцлер Німеччини Олаф Шольц домовилися про передачу цих танків у рамках німецької програми «кругового обміну» (нім. Ringtausch), що передбачала надання Словенії 40 німецьких військово-транспортних машин: 35 важких вантажівок та 5 важких цистерн. 29 жовтня 2022 року словенське видання «24ur» повідомило про відправлення всієї партії з 28 танків залізницею до України.
У грудні 2022 року стало відомо, що танки надійшли на озброєння 47-ї окремої механізованої бригади «Маґура», однак у контрнаступі 2023 року бригада вже використовувала Leopard 2, а M-55S надійшли до 67-ї окремої механізованої бригади та взяли участь у боях під Кремінною. У липні 2023 один танк було знищено, інший отримав пошкодження внаслідок прямого влучання боєприпаса «Краснополь», однак екіпаж залишився живий і зміг вивести танк. Історик Андрій Харук припускає, що через унікальність машини пошкоджені спостережні прилади неможливо буде замінити.
Станом на березень 2024 року ці танки побували на озброєнні 47 ОМБр, 67 ОМБр, 5 ОТБр та були помічені в застосуванні 127 ОБрТрО (ймовірно, тимчасово придані теробороні командуванням 5-ї танкової). Через слабке бронювання командувачі уникали залучення танків до прямих боїв, тому танки переважно було помічено за навісною стрільбою з коригуванням із безпілотників.
На початку 2025 року словенський журнал Demokracija із посиланням на сайт MilitaryLand повідомив, що за понад два роки широкомасштабної війни рф проти України танки M-55S з’являлися в кількох бойових бригадах, не взявши значної участі в бойових діях.